# Людовік Марія Гріньйон де Монтфорт
Святий Людовік Марія Гріньйон де Монтфорт (фр. Louis-Marie Grignon dit le Père de Montfort, англ. St.Louis-Marie Grignion de Montfort; 31 січня 1673, Монфор-сюр-Ме — 28 квітня 1716, Сен-Лоран-сюр-Севр) — католицький святий, письменник епохи бароко. Відомий своїми трактатами про роль Діви Марії в церкві. Його девіз "Totus tuus" (Цілком твій) потім взяв папа Іван Павло II.

## Біографія
Народився 1673 року в невеличкому містечку Монтфорт ля Канн у родині адвоката. 1683 року пішов навчатися до семінарії Сан-Сюльпіс у Парижі та був висвячений у сан священика 5 червня 1700 року, після чого став капеланом у лікарні міста Пуатьє. Там зустрів Марію Людовику Тріше та з її допомогою заснував жіночий орден, метою якого було піклування про хворих. Деякий час жив у Парижі, а потім подорожував північно-західними єпархіями Франції, проповідуючи та читаючи духовні вправи. Набули слави духовні вправи, які святий прочитав у Ла Рошелі. Під час своїх поїздок він створив декілька благодійних шкіл. Із часом заснував Монфортанське товариство Діви Марії (лат. Societas Mariana Monfortana).
Помер 1716 року. Його життя та вчення стали розповсюдженішими у XIX столітті.

## Праці
Святий Людовік Марія де Монфор відомий як піонер марійної набожності та маріології, виразом якої стала його найвідоміша праця «Трактат про істинне вшанування Пресвятої Діви Марії», де він розвиває концепцію духовного рабства як добровільного та довірчого віддання себе Марії та пише:

«Істинна набожність до Пресвятої Діви Марії свята, тобто веде душу до запобігання гріху та наслідування чеснот Пресвятої Діви Марії, особливо Її глибокої покірливості, живої віри, сліпої слухняності, невпинної молитви, усебічного умертвіння, Божественної чистоти, Її глибокого милосердя, Її героїчного терпіння, Її янгольської насолоди та Божественної мудрості. От десять основних чеснот Пресвятої Діви Марії».

Святий Людовік Марія де Монфор також відомий як автор численних книг і 164 гімнів. Його основними працями, окрім «Трактата про істинне вшанування Пресвятої Діви Марії», стали «Любов до вічної мудрості» (англ. The Love of Eternal Wisdom), «Лист до друзів Хреста» (англ. Letter to the Friends of the Cross), «Таємниці Розарія» (англ. The Secret of the Rosary), «Методи промовляння молитов із чотками» (англ. Methods of Saying the Rosary) та «Секрети Марії» (англ. The Secret of Mary).
Українською мовою видано 3 книги Святого Людовіка Марія де Монфорта — Тайна Пресвятої Богородиці, Трактат про досконале набоженство до Пресвятої Діви Марії [Архівовано 24 вересня 2020 у Wayback Machine.], та Предивна таємниця святої Вервиці. Таємниця ласки і спасіння. Видавництво — «Добра книжка».

## Процес канонізації та беатифікації
Був беатифікований 1888 року Папою Львом XIII. Був канонізований 1947 року Папою Пієм XII.

## Монфортіанці
Наразі існує т. зв. Релігійна сім'я Монфортіанців (англ. Montfortian Religious Family), що складається з трьох релігійних конгрегацій у Римо-католицькій Церкві — «Товариство Марії» (англ. The Company of Mary), «Доньки Мудрості» (англ. The Daughters of Wisdom) та «Брати Св. Габріеля» (англ. The Brothers of St Gabriel). Усі вони були засновані св. Людовіком і надихаються його вченням. Сім'я також включає в себе групи мирян, які були натхненні св. Людовіком.
1985 року невелика група вірних під керівництвом бразильського професора Орландо Феделі заснували Культурну асоціацію Монфор (англ. Montfort Cultural Association) з метою навчатися, розповсюджувати та захищати католицьку доктрину.
2003 року за участі братів Св. Габріеля для зміцнення, підтримки та розвитку вчення Св. Людовіка Марії було створено Монфор Центр (англ. Montfort Centre).